# Куп пет нација 1986.
Куп пет нација 1986. (службени назив: 1986 Five Nations Championship) је било 92. издање овог најелитнијег репрезентативног рагби такмичења Старог континента. а 57. издање Купа пет нација.
Прво место поделили су Шкотска и Француска.

## Учесници
Напомена:
Северна Ирска и Република Ирска наступају заједно.
|   | Селекција                      | Стадион                             | Селектор    |
| - | ------------------------------ | ----------------------------------- | ----------- |
| 1 | Рагби репрезентација Француске | Парк принчева, Париз (48 718)       | Жак Фури    |
| 2 | Рагби репрезентација Енглеске  | Стадион Твикенам, Лондон (82 000)   | Мартин Грин |
| 3 | Рагби репрезентација Шкотске   | Стадион Марифилд, Единбург (67 144) | Дерик Грант |
| 4 | Рагби репрезентација Велса     | Кардиф армс парк, Кардиф (65 000)   | Тони Греј   |
| 5 | Рагби репрезентација Ирске     | Ленсдаун роуд, Даблин (48 000)      | Мајк Дојл   |

## Такмичење

### Прво коло
Енглеска - Велс 21-18
Шкотска - Француска 18-17

### Друго коло
Француска - Ирска 29-9
Велс - Шкотска 22-15

### Треће коло
Ирска - Велс 12-19
Шкотска - Енглеска 33-6

### Четврто коло
Енглеска - Ирска 25-20
Велс - Француска 15-23

### Пето коло
Француска - Енглеска 29-10
Ирска - Шкотска 9-10

## Табела
|   | Селекција                      | ИГ | Д | Н | И | ПД | ПП  | ПР  | Б |  |
| - | ------------------------------ | -- | - | - | - | -- | --- | --- | - |  |
| 1 | Рагби репрезентација Француске | 4  | 3 | 0 | 1 | 98 | 52  | +46 | 6 |  |
| 1 | Рагби репрезентација Шкотске   | 4  | 3 | 0 | 1 | 76 | 54  | +22 | 6 |  |
| 3 | Рагби репрезентација Велса     | 4  | 2 | 0 | 2 | 74 | 71  | +3  | 4 |  |
| 3 | Рагби репрезентација Енглеске  | 4  | 2 | 0 | 2 | 62 | 100 | -38 | 4 |  |
| 5 | Рагби репрезентација Ирске     | 4  | 0 | 0 | 4 | 50 | 83  | -33 | 0 |  |

## Индивидуална стастика
Највише поена
- Гејвин Хејстингс 53, Шкотска

Највише есеја
- Филип Села 4, Француска